# Banca Ribera
La Banca Ribera és una obra de Palamós (Baix Empordà) inclosa a l'Inventari del Patrimoni Arquitectònic de Catalunya.

## Descripció
Es tracta d'un edifici de tres plantes amb façana dividida en tres cossos verticals. El central és més ampli i té 4 obertures d'arc de mig punt, a la planta baixa, i els dos laterals en tenen dues del mateix tipus. Al pis superior, al centre, es repeteix el mòdul però els marcs són més treballats. Al costat dret, separat per una pilastra estriada, hi ha una tribuna amb finestral i a l'extrem esquerre un balcó de ferro amb 2 obertures rectangulars. L'últim nivell consta de 6 finestres rectangulars i dues portes que donen el balcó de pedra sobre la tribuna. La construcció està rematada amb un terrat amb balustrada i dos frontons semicirculars als extrems amb relleus vegetals i escut central. La casa està decorada amb motlluratge de guix de motius diversos.

## Història
Fou bastida vers 1885 per un mestre d'obres de Palamós. La família Ribera feu construir l'edifici com a banca a la planta baixa, i habitatge a dalt. Després de la guerra civil es reforma l'interior, s'arrangen els sostres i s'elimina la capella, i la façana, la galeria de l'esquerra es transforma en un balcó (1940-41). L'any 1956 es converteix en agència de duanes i la part de la dreta en restaurant. Actualment s'estan remodelant les oficines de l'interior.